# Плавниковий стиль

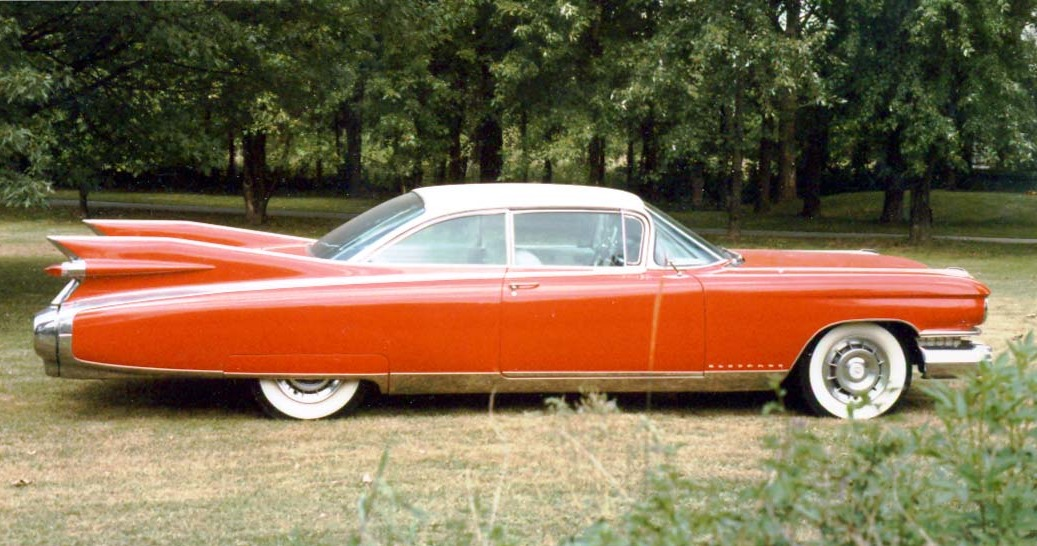
Cadillac 1959 року — найвідоміший приклад плавникового стилю

Плавниковий стиль, також аеростиль, детройтське бароко та ін. — загальна умовна назва течій в автомобільному дизайні, які існували на рубежі 50-х і 60-х років XX століття. Цей стиль відносно широко використовувався з другої половини 50-х до середини 60-х років, хоча окремі приклади використання подібної стилістики можна відмітити й за межами тих часових рамок, причому як раніше, так і пізніше вказаного періоду.
Спочатку плавниковий стиль був характерним для продукції північноамериканських виробників автомобілів, але внаслідок розповсюдився повсюдно, і в інших частинах світу проіснував набагато довше, ніж в самій Північній Америці, причому прийняв досить відмінні від похідних форми.
Головним елементом плавникового стилю були безпосередньо хвостові плавники (англ. tailfins) — парний декоративний елемент задньої частини автомобіля, який являв собою найрізноманітніші варіанти стилізованого стабілізатора чи кіля. Інші елементи стилю з течією часу терпіли значні зміни.

## Історія в США

### 1948—1954

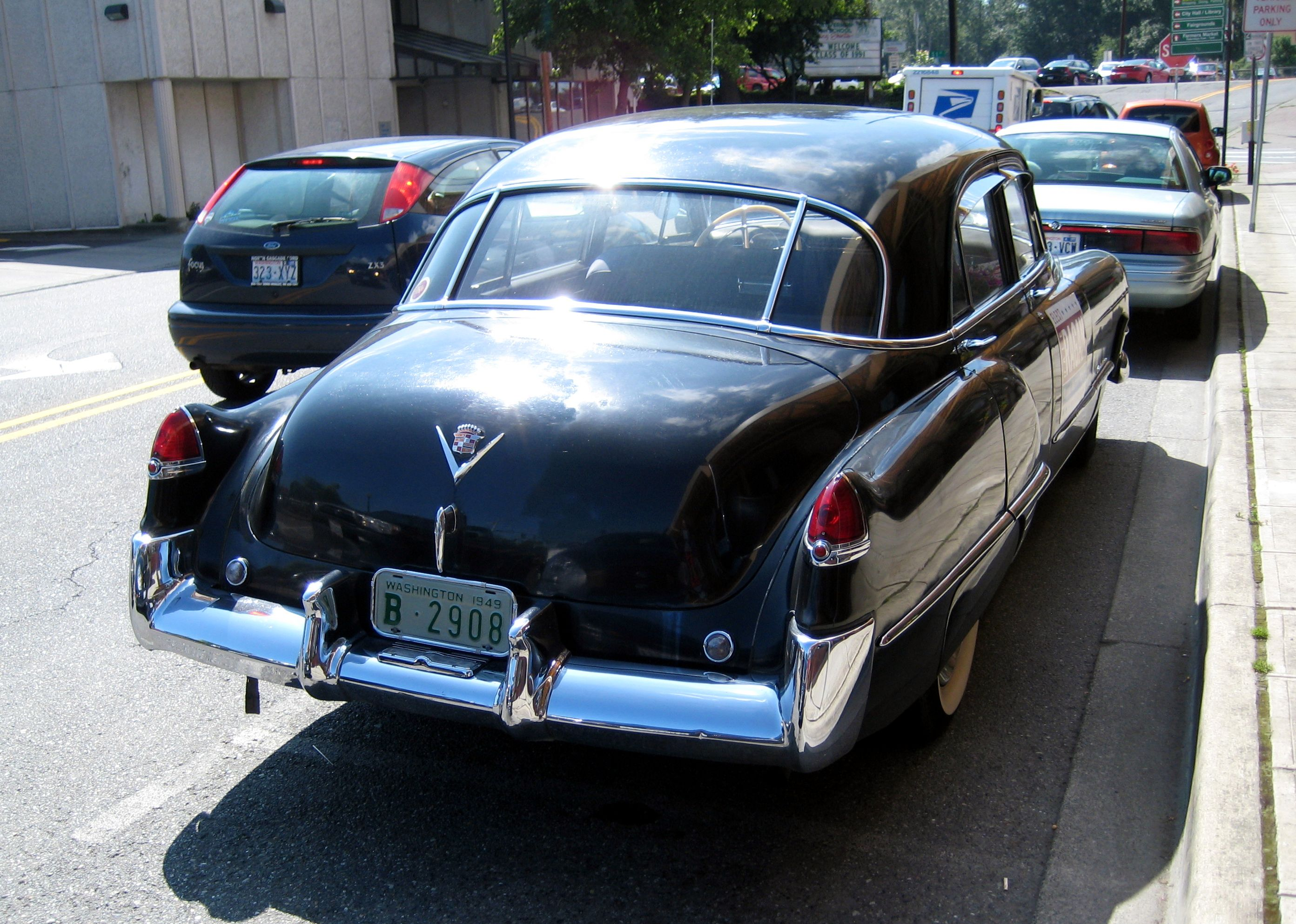
Cadillac 1949 року: окремий понтон знаходиться нижче від поясної лінії, на ньому два маленькі «плавнички»

Відразу ж після появи двох стоп-сигналів на задніх крилах дизайнери намагались надати їм оригінальну, виразну форму. Чеські автомобілі Tatra випуску 1930-х років Т77 і Т87 мали один плавник на даху, що служив аеродинамічним кілем для збільшення стійкості автомобіля на великій швидкості.
Однак перші автомобілі з натяком на справжні парні хвостові плавники з’явились лише в США після Другої світової війни. Родоначальником цього стилю зазвичай вважають дизайнера корпорації General Motors Харлі Ерла (англ. Harley Earl), творця «Каділлаків» моделі 1948 року, задні ліхтарі яких були оформлені у вигляді невеликих плавничків на задніх крилах, які іменувались aircraft-inspired «rudder-type» fenders, тобто «задні крила у формі літакових стабілізаторів». В рекламі вказувалось, що на таку ідею дизайнерів фірми наштовхнула авіація. Пізніше сам Ерл уточнив, що натхненням для нього став американський двохбалковий винищувач часів Другої світової війни P-38 Lightning. Таким чином, спочатку плавниковий стиль прийшов в автомобілебудування з авіації. Загалом, задні фари у вигляді невеликих стоячих вверх гребенів зустрічались на «Каділлаках» ще в кінці 1930-х років, тобто, навіть до появи P-38.

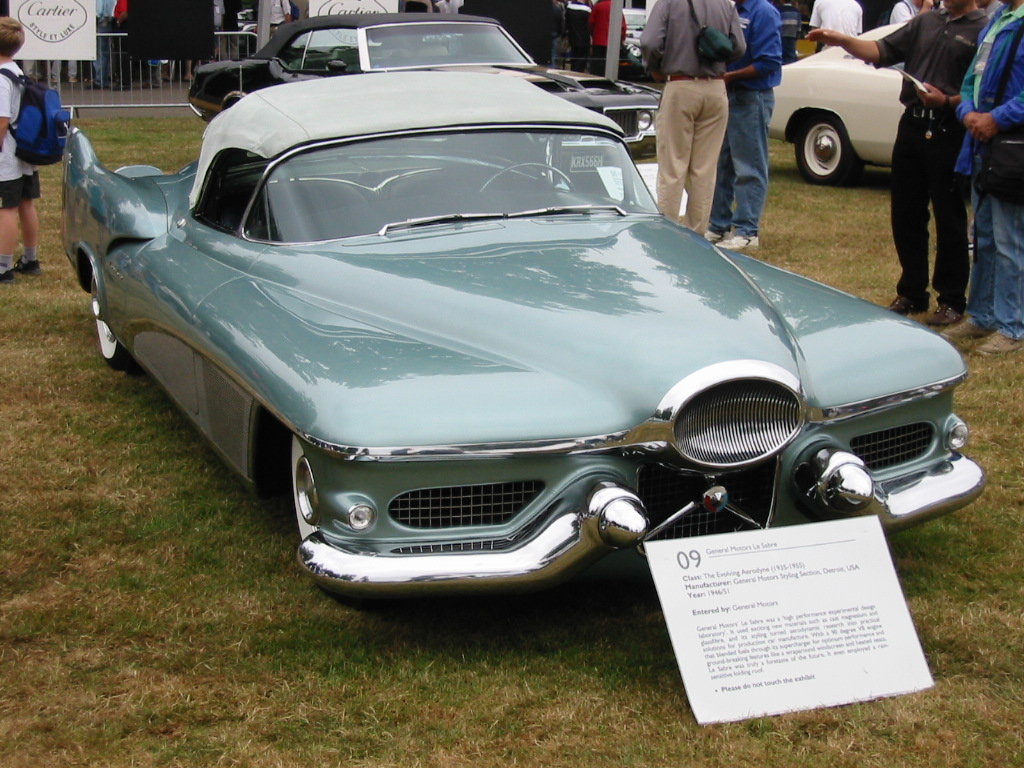
GM Le Sabre 1951 року

В ще більш явному вигляді ідея хвостових плавників отримала свій розвиток в концепт-карі Le Sabre 1951 року, який взагалі містив у своєму вигляді досить багато елементів народжуваного стилю 1950-х років і негайно був «розібраний на цитати» дизайнерами. Автором Le Sabre був той же Харлі Ерл.
Протягом наступних шести-семи років в американському дизайні поступово дозрівали решта елементів майбутнього плавникового стилю. Завдяки існуючій в ті роки в США традиції змінювати дизайн автомобілів кожен рік, окремі віхи становлення плавникового стилю серед північноамериканських виробників можна датувати з точністю до декількох років. За період з 1948 по 1958 роки американські легкові автомобілі стали довшими (довжина standard-sized седана початкової цінової категорії виросла за ті роки в середньому з ~4,8 – 5,0 до ~5,2 – 5,3 м), трохи ширшими (з ~1,8 до ~1,9 – 2,0 м) і набагато нижчими (з ~1,7 до ~1,55 м). Мода на низькі, довгі й широкі автомобілі призвела до того, що, попри фізичну корекцію розмірів, винаходились специфічні дизайнерські прийоми, які змушували автомобіль виглядати довшим, ширшим і нижчим, ніж він був насправді.
Протягом всіх 1950-х років в дизайні американських автомобілів були присутні окремі риси плавникового стилю. В кінці 1940-х — першій половині 1950-х відбулась зміна архітектури кузова — лінія понтону піднялась і об’єдналась з опущеною поясною лінією, що дозволило отримати більш чисту форму кузова і одночасно суттєво покращити оглядовість. Саме в ці роки ввійшли в моду вертикальні задні фари. Задню частину піднятої лінії понтону, як правило, оформляли у вигляді двох окремих від багажника об'ємів, які об'єднувались зі значно збільшеними розмірами, в порівнянні зі зразками попереднього десятиліття, задніх ліхтарів — разом вони утворювали округлі плавники, які ледь виступали за межі кузова. Таким чином, задня частина седана 1940-х років, яка складалась з двох розділених у вертикальній плоскості візуальних об'ємів — понтону і більш вузького багажника, який знаходився над ним, — перетворилась в задню частину седана першої половини 1950-х років, яка мала три розділених в горизонтальній плоскості об'єми: центральний багажник і розміщені по боках від нього об'єми плавників. Взірцями цього стилю є й вітчизняні ГАЗ-21 «Волга» чи Москвичі 402, 407 і 403.

### 1955—1957

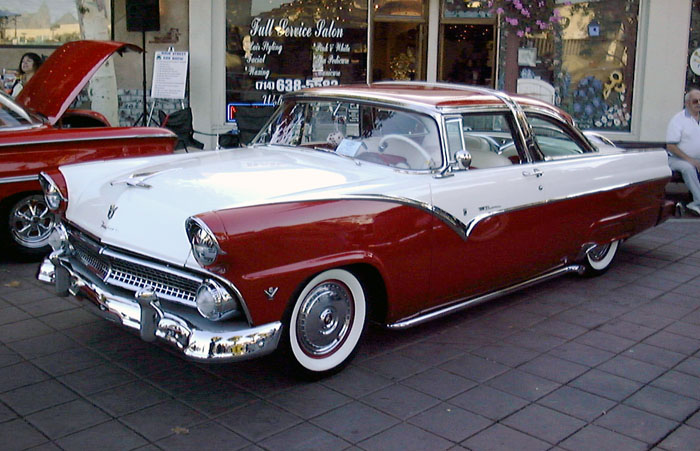
Ford 1955 року: пряма лінія боку, плавники не виступають вище від поясної лінії

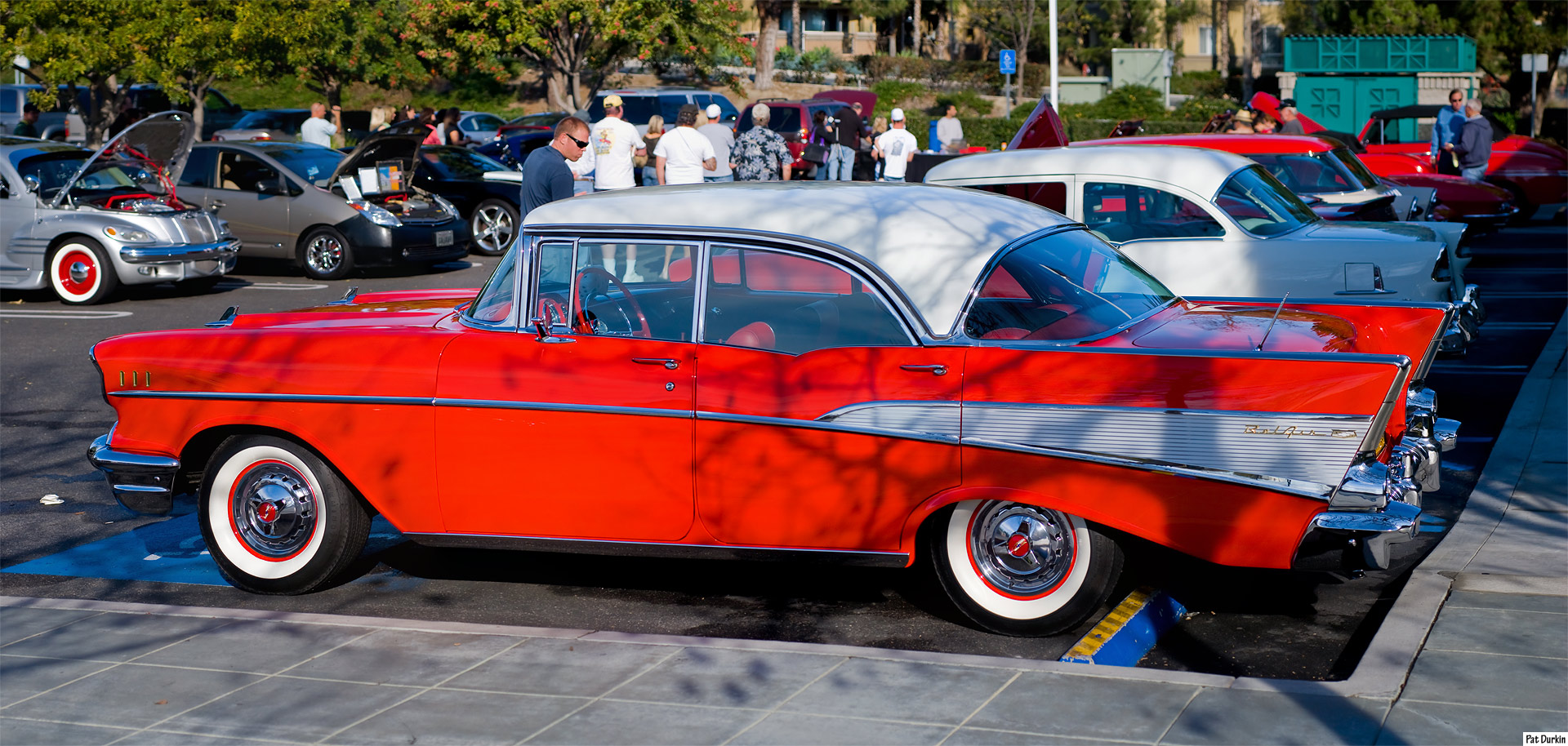
Chevrolet 1957 року

Наступний етап в становленні плавникового стилю відноситься до середини 1950-х. На відміну від «ліпних» обводів і округлих ліній американських машин кінця 1940-х — першої половини 1950-х років, починаючи з середини 1950-х в моду входять плавно-зігнуті й прямі обводи кузовів.
З 1955 модельного року майже всіма виробниками США активно використовуються широкі решітки радіатора, які «заходять» під фари й візуально збільшують ширину автомобіля; панорамні лобові скла; дво- чи навіть трьохколірні схеми забарвлення й інші атрибути, характерні для пізніших зразків плавникового стилю. Випрямлена поясна лінія переходила в пряму лінію гостроконечних плавників, які різко обриваються ззаду. Кузови стають все більш кутастими.
Отримують розповсюдження дашки над фарами і задніми ліхтарями, які візуально витягують кузов в довжину, козирки над задніми ліхтарями власне згодом і дають початок чітко окресленим гостроконечним плавникам. З вітчизняних автомобілів до цього стилю відносяться «Чайка» ГАЗ-13 і ЗІЛ-111, які частково повторяють оформлення найбільш передового в області дизайну американського виробника автомобілів середини 1950-х — Packard. Також оформлення автомобілів Packard 1955 модельного року було частково скопійованим для «Лінкольнів» 1956 модельного року і суттєво вплинуло в на подальший розвиток дизайну автомобілів цієї марки.

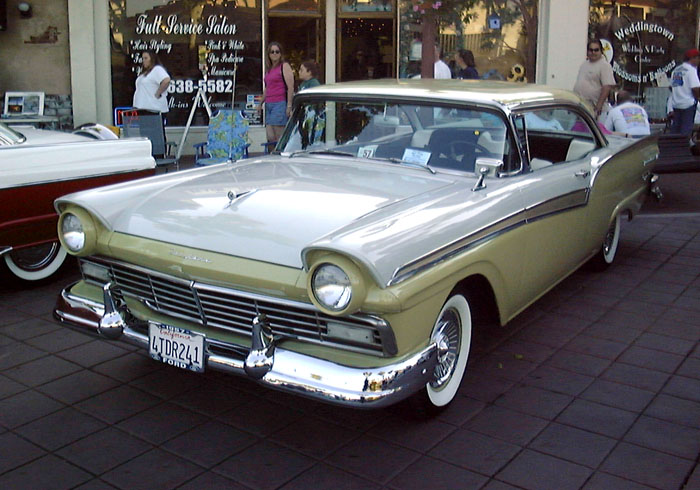
Ford 1957 року — справжні плавники, але ще двофарне оформлення переду

Близько 1957 модельного року починають з’являтися взірці зі «справжніми», піднятими вище нижньої лінії засклення, плавниками.

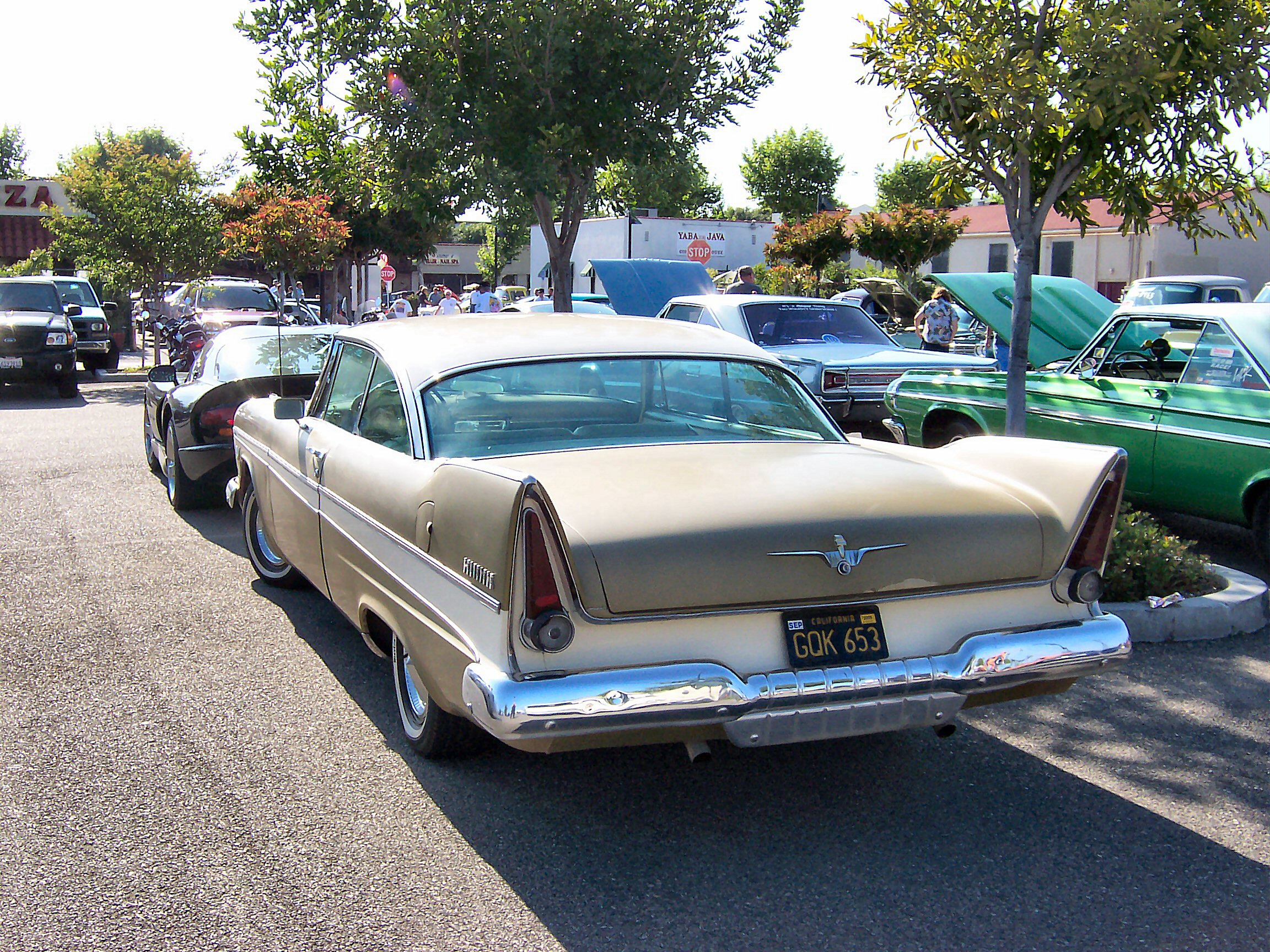
«Плімут» 1957 року став одним з найбільш впізнаваних, «канонічних» прикладів «плавникового стилю»

В 1957 році концерн Chrysler представив під належними йому марками («Плімут», «Додж», «Де Сото», «Крайслер», «Імпіріел») повністю нову лінію моделей з передовим дизайном кузовів, які багато в чому «задали тон» всьому стилю кінця десятиліття й відразу зробили його лідером автомобільного дизайну в цей період.
Так як в основних американських виробників в період з 1957 по 1959 оформлення автомобілів терпіло радикальні зміни щорічно, подальший виклад має сенс виробляти вже за окремими модельними роками.

### 1958

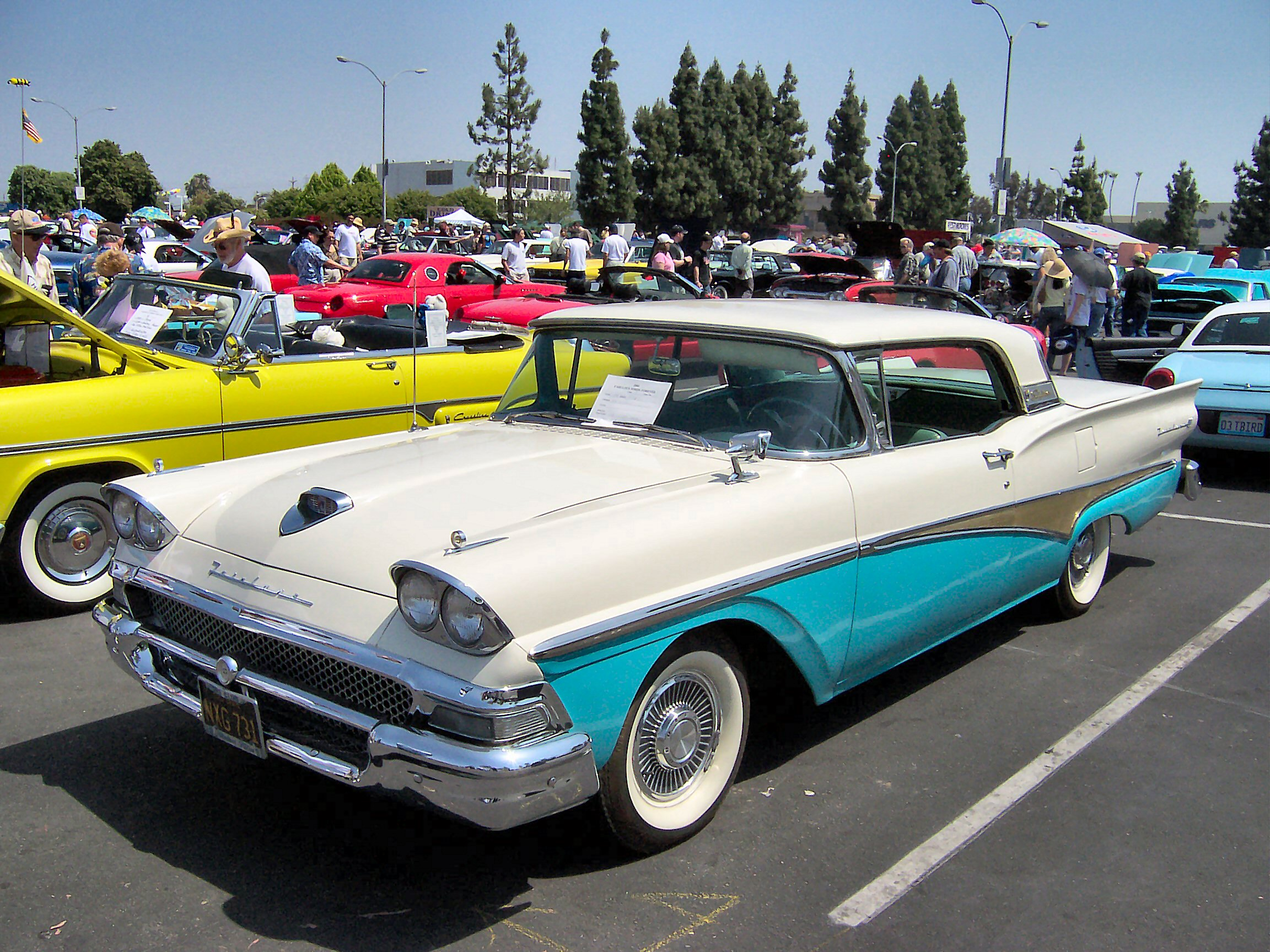
Ford 1958 року, насправді аналогічний за розмірами моделі 1957 року, виглядав суттєво нижчим і більшим, завдяки чотирьом переднім фарам

Автомобілі 1958 модельного року часто вважаються першими справжніми представниками плавникового стилю. Окрім всього іншого, вони мали принципово нове оформлення передка завдяки застосуванню чотирьох спарених по дві фар. Перші автомобілі з чотирьохфарним головним світлом з’явились ще в 1957 модельному році; це були Cadillac Eldorado Brougham ручної збірки й деякі моделі фірми Chrysler, але лише в 1958 це рішення отримало масове розповсюдження завдяки введенню в усіх штатах відповідного законодавства, яке дозволяє чотирьохфарні системи.
Це нововведення дуже сильно змінило облік автомобілів, дозволило підкоригувати візуальні пропорції їхньої передньої частини, зробивши їх ззовні більш низькими й широкими.
На автомобільний дизайн цього періоду сильно вплинула стилістика вже не тільки авіації, але й космічної техніки — на дворі була епоха масового інтересу до ракетно-космічної тематики. Наприклад, задній частині автомобіля намагаються надати форму хвоста ракети зі стабілізаторами зверху й знизу, як результат — поряд з верхніми на деяких моделях з’являються й два менш яскраво виражені нижні плавники. Задні ліхтарі починають імітувати ракетний вихлоп із сопел, і тому подібне.
За рекламними заявами окремих виробників («Крайслер»), великі плавники мали й практичну функцію — збільшували курсову стійкість за рахунок аеродинамічних ефектів, переносячи назад центр тяжіння автомобіля.
Ще однією новинкою 1958 року, яка сильно вплинула на подальший розвиток автомобільного дизайну, стала плоска панель даху замість використовуваної раніше, по суті, монопольно округлої куполоподібної.

### 1959

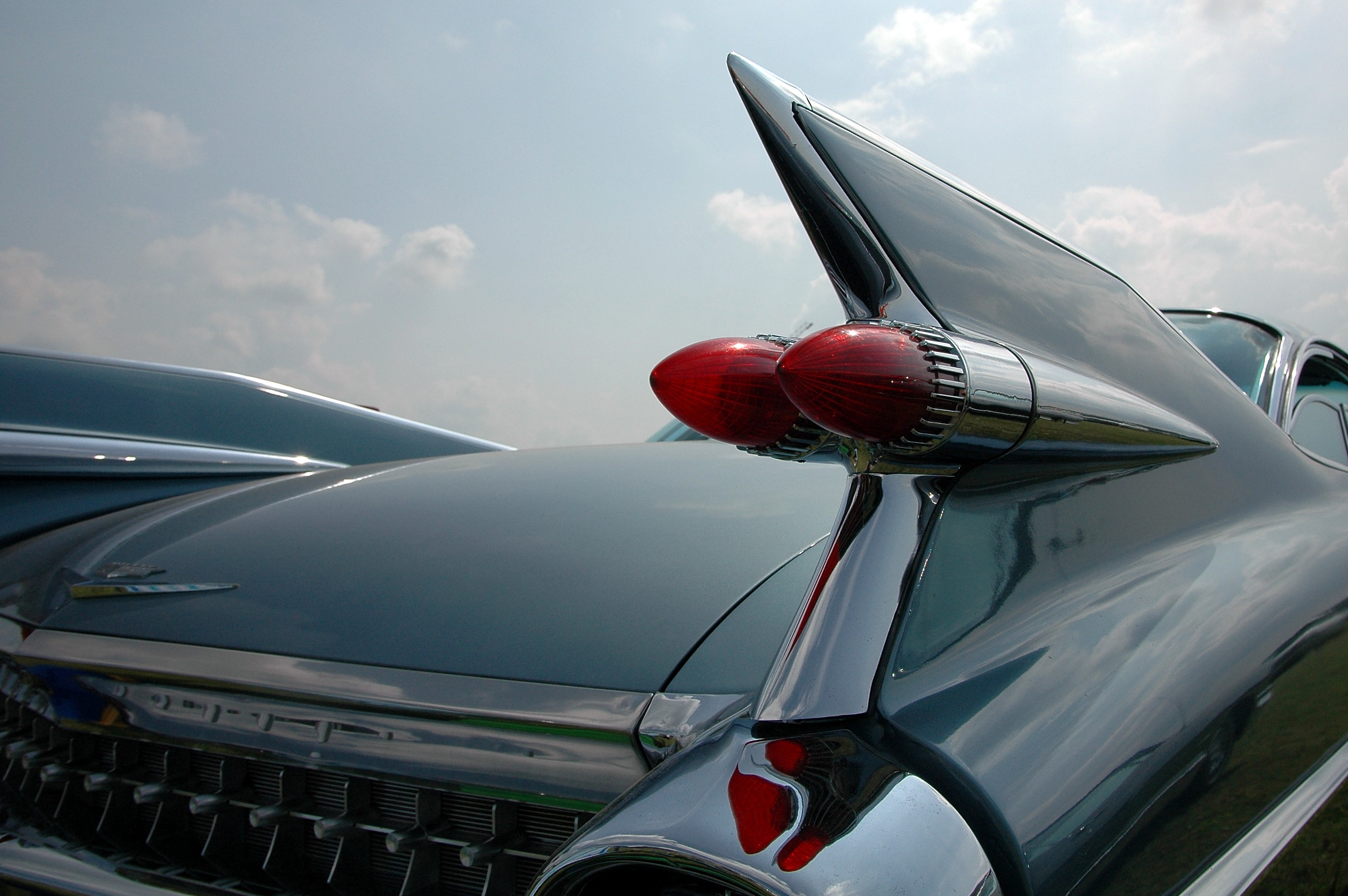

Роздвоєнні плавники двохдверного хардтоп-універсала Mercury 1959 року

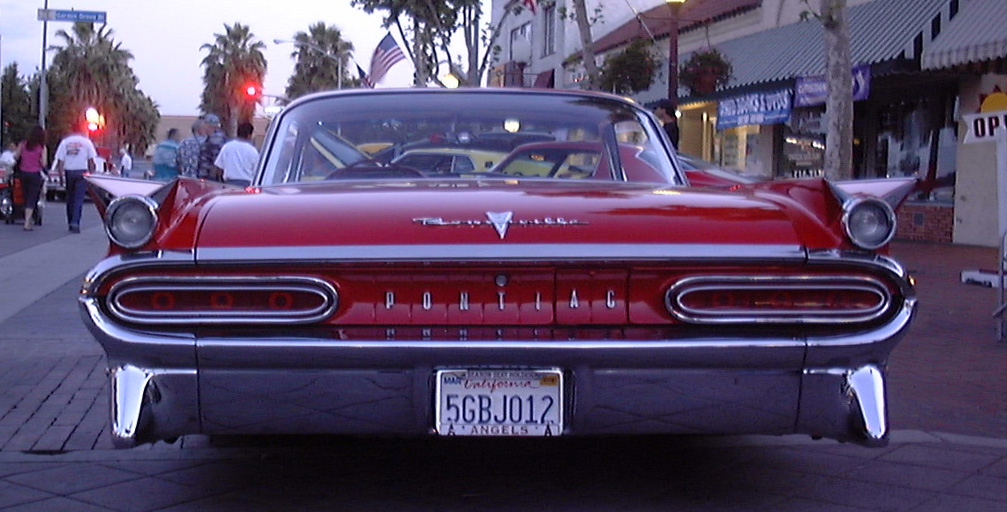
Верхні й нижні плавники на 1959 Pontiac Bonneville, верхні — роздвоєнні

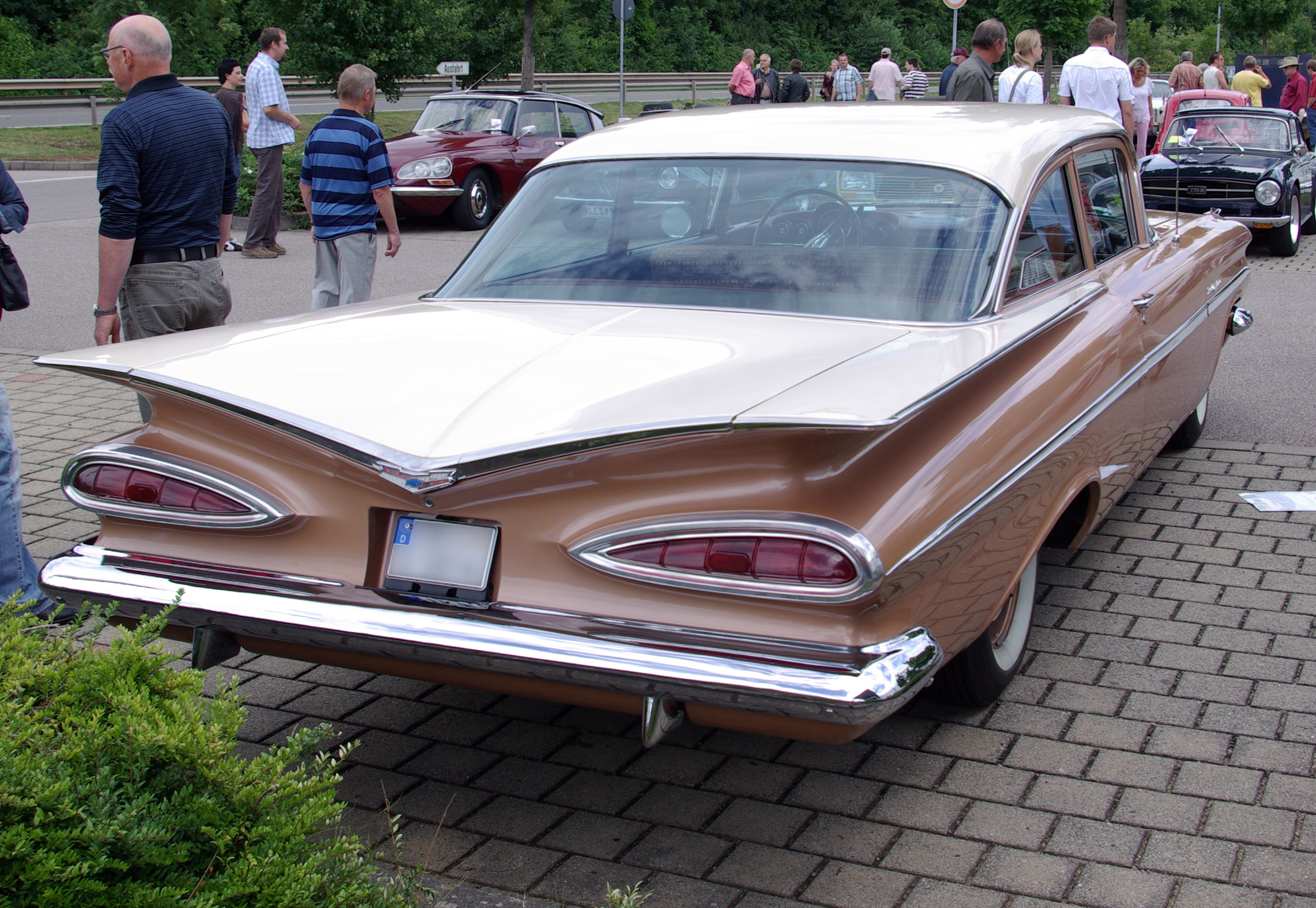
Chevrolet Bel Air 1959 року

Свого піку плавниковий стиль досяг на моделях 1959 року.
Більшість виробників підготували до нього повністю нові кузови, обладнані повністю фантастичними за формою і розмірами плавниками, решітками радіатора й іншими елементами декору. На деяких автомобілях (Pontiac) з’явились навіть чотири плавники — по два на борт.
Саме в 1959 році з’явився автомобіль, який став символом всього стилю в цілому — 1959 Cadillac, який мав дуже високі й чітко виділені хвостові «кілі», а також незвичайну, складну решітку радіатора з хромованими імітаціями гранчастих дорогоцінних каменів.

### 1960

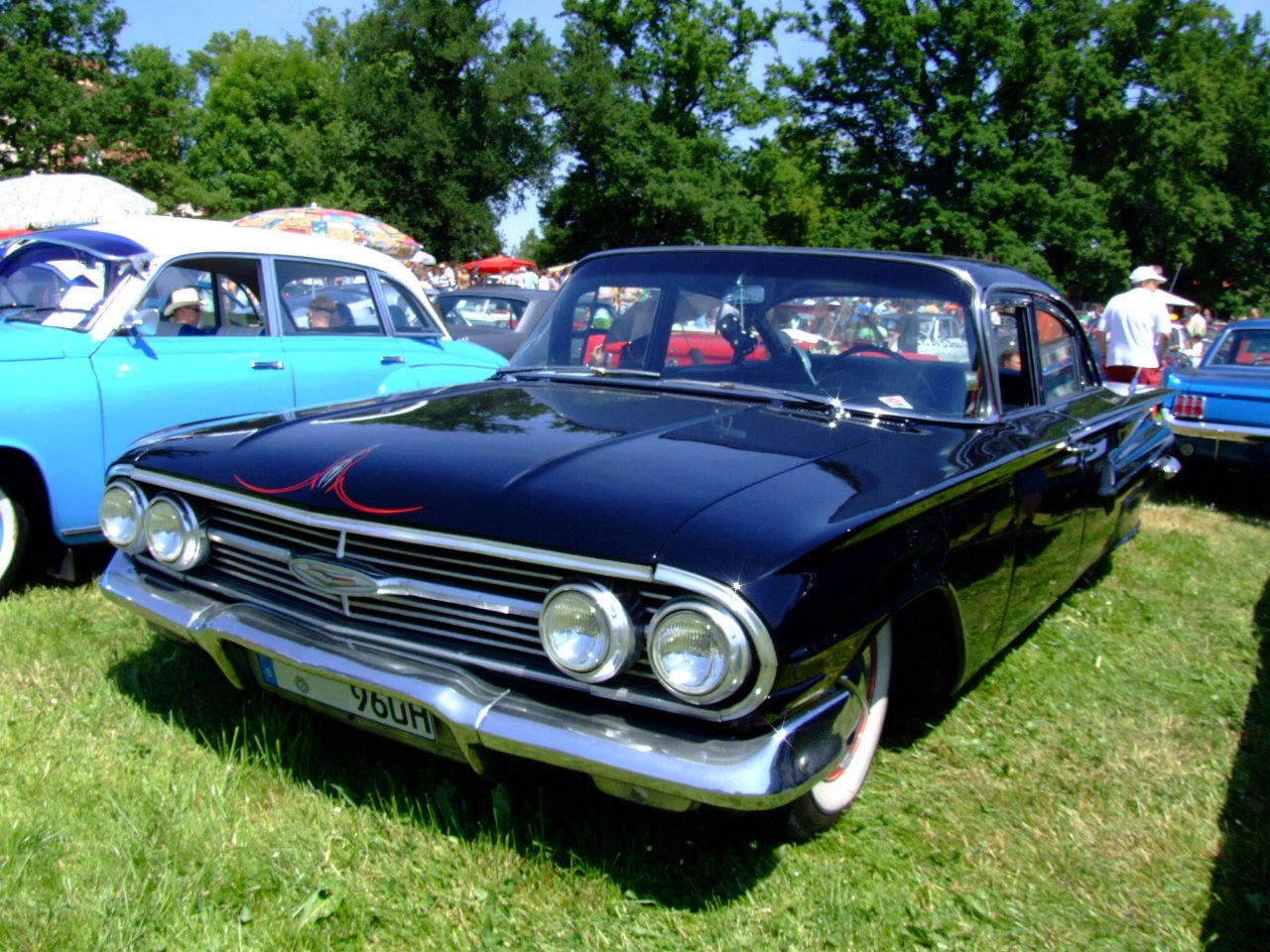
Chevrolet 1960 року

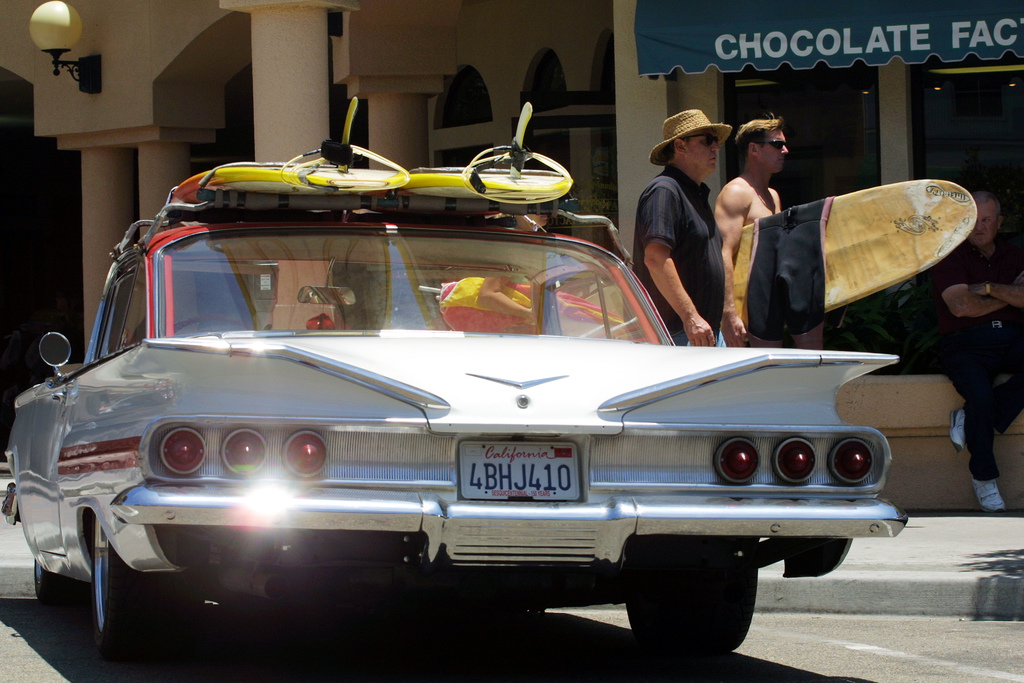
Оформлення задньої частини з плавниками у формі крила чайки

Однак, скоро, з'ясувалось, що, з погляду багатьох покупців, настільки чудернацьке оформлення виглядає явно надмірним, крім того, в багатьох випадках воно виявилось досить непрактичним в експлуатації.
1960 модельний рік ознаменувався появою досить неакуратних моделей з еклектичним виглядом, створених в пошуках нового стилістичного ключа й поєднуваних, хоча й зменшених в розмірах, але все ще з достатньо великими плавниками, аналогічні моделям попереднього року, і новими елементами, які будуть характерними для стилю наступного періоду, наприклад — облицювання радіатора «в один ряд» і передні крила, які утворюють єдину плоскість з капотом (вперше з’явились на «Олдсмобілях» і «Понтіаках» ще в 1959 модельному році).
Як типовий приклад автомобілів цієї епохи, можна назвати «Шевроле» 1960 року, який вже мав повністю оформлене в стилі 1960-х років облицювання радіатора, але при цьому зберігало такі архаїчні елементи, як панорамне лобове скло й великі горизонтальні плавники, які явно сходять за своєю формою до моделі попереднього року.

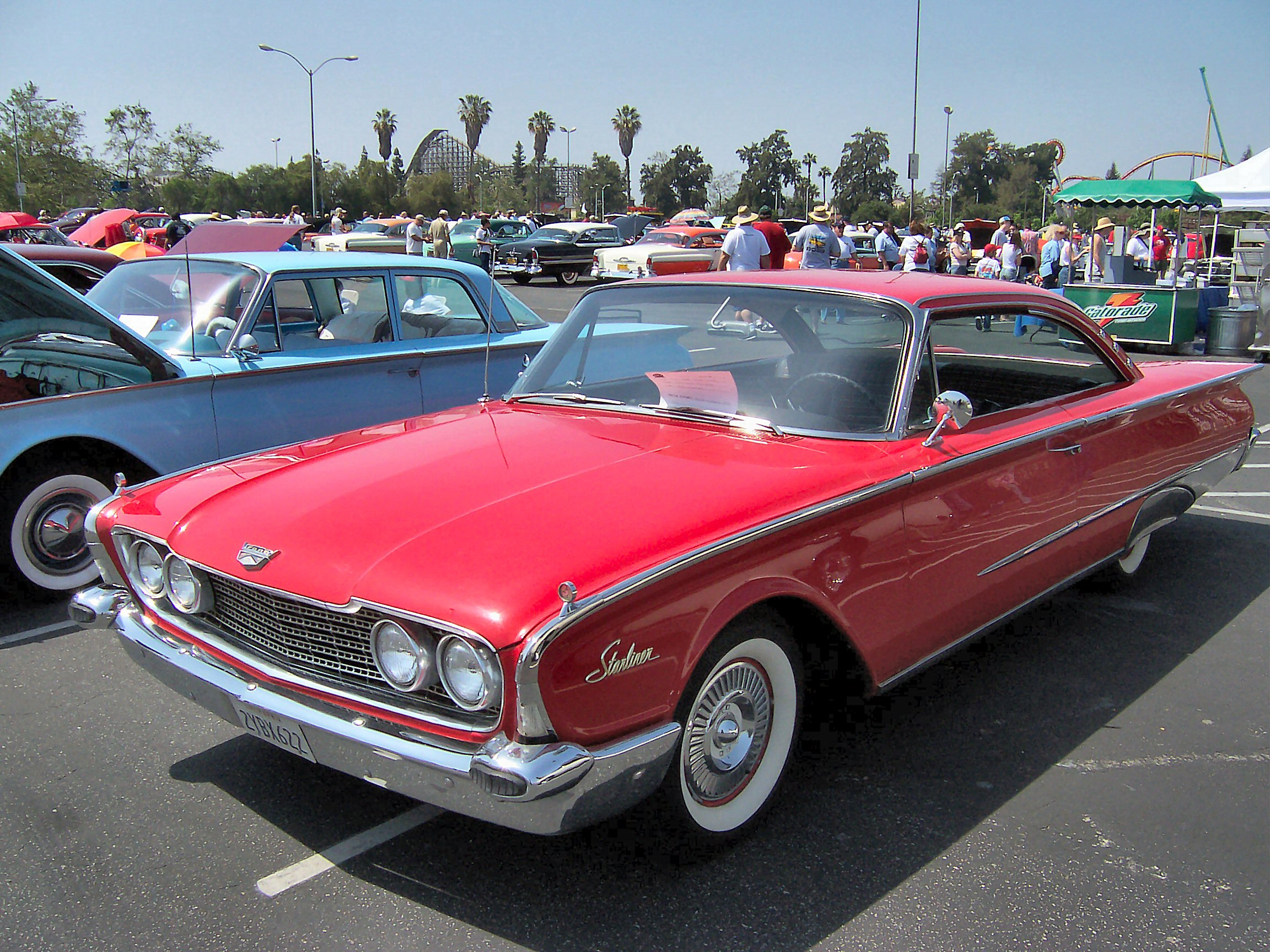
Ford Galaxie Starliner 1960 року

Приблизно аналогічно були оформлені й повнорозмірні моделі Ford, все ще зберігаючи достатньо великі плавники, за виключенням того, що вони вже не мали панорамного скла.
Ford Thunderbird взагалі зберігав старий кузов 1958 року зі всіма його характерними особливостями, включаючи високі гостроконечні плавники й решітку радіатора «в два ряди».
Представлена вперше в 1960 році «компактна» модель Ford Falcon, навпаки, мала чисті обводи кузова і лише ледве помітні горбки на місці плавників. На заснованій на Falcon моделі Mercury Comet, однак, плавники були навіть більшими, ніж на повнорозмірних «Меркюрі» того ж року.
Більшість автомобілів під марками, які належали концерну Chrysler, який в кінці попереднього десятиліття був явним лідером в американському стайлингу, хоча й отримали в 1960 модельному році цілком нові кузови, в порівнянні з рештою продукції Детройта виглядали відстало з погляду дизайну.
Повнорозмірні «Плімути», наприклад, мали в тому році великовагове й еклектичне, майже карикатурне за сучасними мірками, оформлення з дуже високими плавниками, яке неприємно контрастувало з елегантними формами моделей 1957—1959 років. «Доджі» 1960 року виглядали як автомобілі 1950-х років, з архаїчним оформленням передка «в два ряди»; те ж саме можна було сказати й про моделі люксової марки Imperial, яка належала «Крайслеру».
Виключення складав, знову ж, новий «компакт» Plymouth Valiant.

### 1961—1963

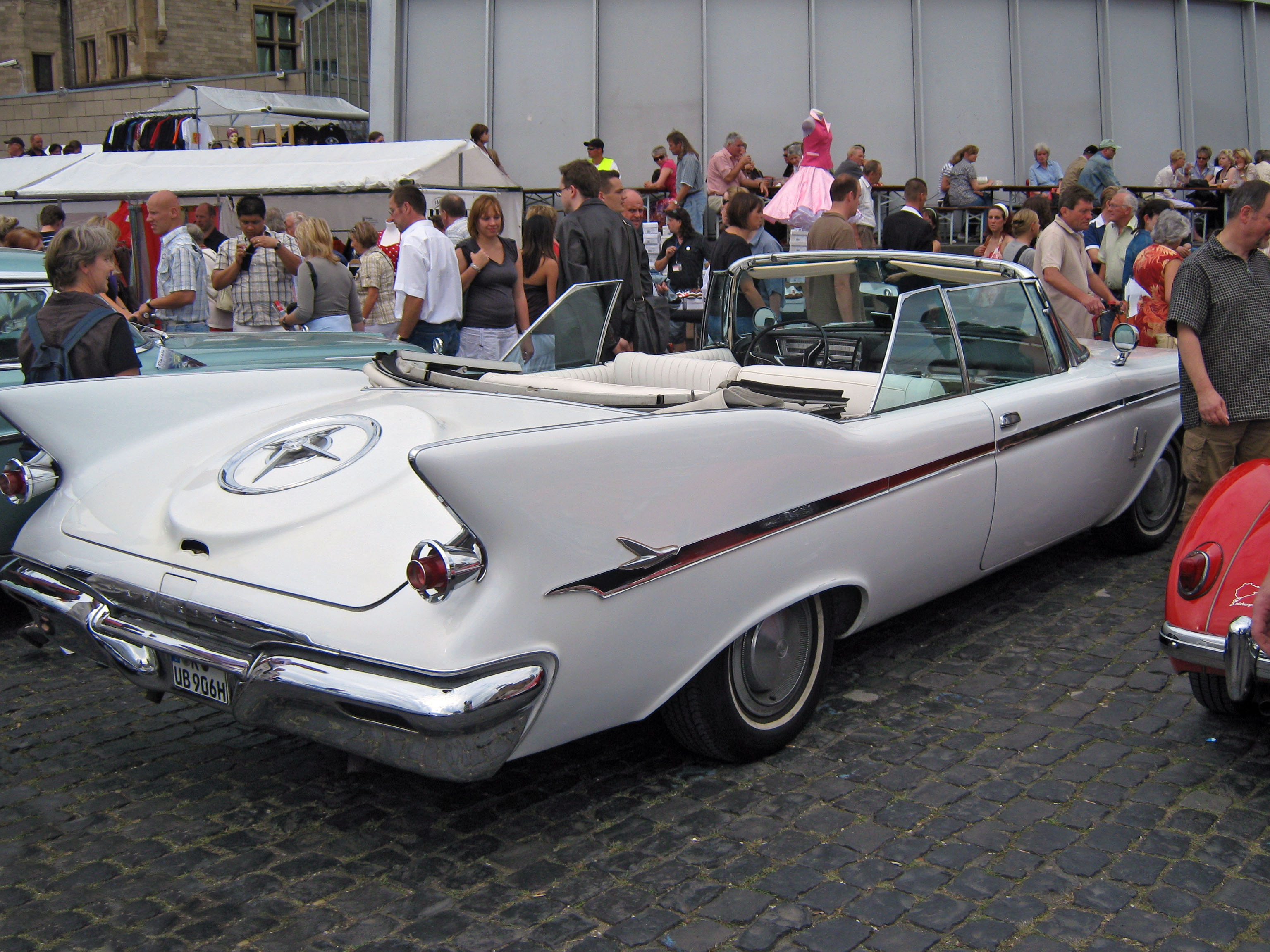
Imperial 1961 року

В цей період хвостові плавники зберігали лише порівняно нечисленні моделі автомобілів. Загальне оформлення кузовів більшості моделей стало вже цілком іншим, більш простим і кутастим, як передчуття нового, «лінійно-функціонального» стилю, який йшов на зміну «плавникам». Моделі цього періоду є свого роду «перехідними», вони поєднують в своєму обліку окремі елементи, успадковані від «плавникового» стилю, із загальним оформленням, подібним на те, яке внаслідок стане характерним для американських автомобілів.
Основні підрозділи GM остаточно перейшли на новий стиль в 1962 році (Chevrolet, Pontiac, Oldsmobile), Ford — в 1964. Chrysler «тримався» за окремі елементи старого стилю довше за всіх — навіть в 1966 році його найдорожча лінія моделей Imperial зберігала деякі з них, на кшталт панорамного лобового скла, але справжніх «плавників» не мали вже й вони.
Приклади американських моделей, які в тій чи іншій формі зберігали в той період яскраво виражені хвостові плавники, включають в себе практично всю продукцію фірми «Крайслер» до 1962 року включно (яка загалом вирізнялася в цей період достатньо еклектичним дизайном), Ford Fairlane і Ford Thunderbird (решта моделей «Форда» після 1961 року плавників вже не мали), весь модельний ряд Mercury, включаючи компактний Mercury Comet і середньо-розмірний Mercury Meteor, всі моделі Cadillac, деякі Buick і Oldsmobile, і так далі.

### 1964 і далі
Після 1964 року плавники у своєму класичному вигляді на американських автомобілях вже не зустрічались.
Багато моделей, щоправда, зберігали ті чи інші їхні рудиментарні форми, які, як правило, зводились до порівняно невеликих поздовжніх штамповок на задніх крилах по бокам від кришки багажника, аж до 1980-х. Довше за всіх такі рудименти зберігав «Каділлак» — до початку 1990-х років, зробивши їх частиною свого фірмового стилю.
«Рецидиви» трапляються і в наш час: наприклад, деякі моделі того ж «Каділлака» (Cadillac SRX) мають мініатюрні «плавнички» у вигляді виступаючих верхніх кромок вертикальних задніх ліхтарів.

## Причини занепаду
Причиною швидкого забуття «справжнього» плавникового стилю в США, де він існував у своїх найбільш екстремальних варіантах, стала в першу чергу його непрактичність.
Найчастіше дизайнерські знахідки виявлялись гарними, але цілком непридатними для звичайної експлуатації. Наприклад, великі горизонтальні плавники «Шевроле» моделі 1959 року робили кришку багажника надто тяжкою й незручною в використанні. Масивні хромовані орнаменти, за відсутності особливої турботи за антикорозійним захистом, призводили лише до скраплювання вологи й прискореної корозії кузовів. Панорамні скла, які з кожним модельним роком ставали більшими й сильніше гнутими, ускладнювали посадку в автомобіль, відблискували, викривляли картинку й ослабляли прорізи, що призводило до серйозних деформацій кузова при аварії.
Покупець втомився від бутафорського стайлингу, і коли «Форд» спробував в кінці 50-х вивести на ринок геть екстравагантно оформлену лінію автомобілів Edsel, американці дружно відмовились «голосувати гаманцем» за черговий експеримент буйної фантазії дизайнерів, що перетворило, по суті, технічно непоганий (не краще й не гірше за інші) автомобіль в один з найвеличніших провалів в історії маркетингу. Зате все більш стійким попитом користувались малогабаритні й економічні автомобілі європейських філіалів того ж «Форда» і GM, що змусило «велику трійку» серйозно задуматися про подальший розвиток своїх модельних рядів.
До цього добавились наявні в автомобілях, виконаних в «плавниковій» стилістиці, проблеми з безпекою. Проти виробників було подано кілька позовів, таких, як справи Hatch vs. Ford (1958) і Kahn vs. Chrysler (1963). В обох випадках мова йшла про дітей, які травмувались об гострі краї декору припаркованих автомобілів. В резонансній свого часу книзі Ральфа Нейдера «Небезпечний на будь-якій швидкості» також була зачеплена проблема підвищеної небезпеки гострих плавників і аналогічних гострих елементів оздоблення для пішоходів. Результатом цього стало введення в другій половині 60-х років федеральних стандартів безпеки, в числі інших установлених мінімальних радіусів округлення для деталей зовнішнього оформлення автомобілів, запобігаючи появі гострих країв і кутів.
Крім того, самі виробники швидко зрозуміли, що виробництво штампованих панелей такої складної форми, та й ще з урахуванням характерного для моделей 1957—1960 років буквально щорічного практично повного оновлення кузовного заліза, обходиться надто дорого. Довго продовжувати в тому ж дусі виявилось неможливим. Невипадково, що вже на початку 1960-х народжений новий стиль передбачав прості й лаконічні, порівняно чисті форми, з відносно невеликою кількістю блискучого декору, скромними, майже плоскими вікнами й рудиментарними плавниками у вигляді виділених лише на кілька сантиметрів штамповок, а темпи оновлення модельних рядів стали поступово знижуватися, поки вже в кінці 1970-х американські автобудівники не повернулись до «європейської» парадигми, передбачений випуск однієї моделі протягом багатьох років без радикальних змін, замість 3-річного циклу оновлення модельного ряду й обов'язкового щорічного рестайлингу.

## В інших частинах світу
Американські виробники в роки розповсюдження плавникового стилю диктували світову автомобільну моду, тому вплив цього стилю відчувався в усіх частинах світу.
Зазвичай за зразок бралось оформлення конкретної американської моделі. При цьому, особливо в перші роки розповсюдження стилю, дуже часто нові риси (плоска панель даху, плавники) поєднувались з архаїчним оформленням передка, як, наприклад, в Opel Kapitan 1957—63 років, а то й з модернізованим кузовом більш старої моделі.
Хвостові плавники варіювались від невеликих (ГАЗ-13, ЗІЛ-111) чи ледь помітних декоративних (ГАЗ-21 III серії з покращеним оздобленням, BMW 700, Москвич-408 і 412) до великих, піднесених над поясною лінією (Vauxhall Cresta, Fiat 2100 Coupe, Auto Union 1000 Sp). В цілому й загальному, однак, європейська гілка плавникової стилістики характеризується набагато менш екстремальним використанням її елементів, що пов'язане в тому числі й з суттєво меншими розмірами більшості європейських машин, на яких великі плавники й масивне хромування виглядали б просто недоречно, а також і більш скромними технологічними можливостями виробників.
«Проамериканським» стайлингом в цей період «перехворіли» дуже багато європейських виробників, але найбільш характерне захоплення плавниками стало для французького і англійського автопрому, причому в останньому випадку позичені елементи досить органічно поєднувались з чисто британськими, створивши повністю самобутній й оригінальний напрям в дизайні, який протримався до самого кінця шістдесятих років.
Зважаючи на більш тривалі терміни випуску автомобілів в Європі, цей стиль протримався тут в середньому до середини 1960-х років, а в деяких найменш екстремальних варіантах (той же Москвич-408, Fiat 1800, деякі моделі Mercedes-Benz чи Ford Cortina Mark I) — до кінця десятиліття.
В порівняно недавній перспективі, мініатюрні округлені «плавнички» мала Lancia Kappa Coupé. Невеликі натяки на плавники можна при бажанні підглянути і в деяких сучасних європейських автомобілів, наприклад Ford Mondeo V покоління.
Часто дуже подібні на американські оригінали за оформленням, але які поступались їм за розмірами і з’явились на кілька років пізніше зразки плавникового стилю були в свій час створені в рамках австралійського автопрому такими фірмами, як Holden і місцеві філіали «Форда» й «Крайслера». Наприклад, австралійський Chrysler Royal моделі, випуску з 1960 по 1964 рік, ззовні нагадував американські автомобілі фірми другої половини попереднього десятиліття, а за розмірами приблизно відповідав радянській «Волзі», а трохи менший за габаритами Holden серії FB (1960-62 роки) за дизайном приблизно відповідав «Шевроле» 1956—1957 модельних років.
Найбільші моделі японського виробництва в кінці 50-х — початку 60-х років також нерідко копіювали окремі риси американського «стайлингу», включаючи й плавники, — знову ж, у зменшеному масштабі й трохи спрощеному вигляді, — в той час, як більш компактні японські моделі тих років, як правило, вели свій родовід від європейських автомобілів.